# Lijst van robots uit Teenage Mutant Ninja Turtles
Dit is een lijst van robots uit het fictieve universum van de Teenage Mutant Ninja Turtles.

## Chrome Dome
Een enorme robot gebouwd door Shredder in de originele animatieserie. De robot lijkt sterk op Shredder en heeft veel ingebouwde wapens. Hij verscheen ook in de SNES versie van het spel Teenage Mutant Ninja Turtles: Tournament Fighters.

## Domemoids
Kleine robotdrones met een gloeiend hoofd. Ze worden bestuurd door Dr. Dome van de Justice Force, en later door zijn dochter Amanda. Ze doken op in de aflevering "Return of the Justice Force" van de tweede animatieserie.

## Footmech
Robots gemaakt door de Foot Clan gebaseerd op een Utrom bio-chip die werd gestolen uit het TCRi gebouw. Ze konden er echter maar negen maken omdat de technologie van de Utroms veel geavanceerder was dan wat mensen konden maken of nabouwen. Drie van deze Footmech waren duplicaten van de President van de Verenigde Staten, de Britse eerste minister en Splinter. Ze werden allemaal vernietigd.

## Metalhead
Een robot Turtle uit de originele animatieserie. Krang maakte Metalhead, en gaf hem de gedachten en herinneringen van alle Turtles. Dit was te zien in "The Making of Metalhead." Omdat Metalhead de persoonlijkheden van alle Turtles had, leed hij aan een sterke identiteitscrisis. Donatello herprogrammeerde hem later zodat hij de Turtles meehielp. Maar door de onstabiliteit van de verschillende persoonlijkheden ontplofte Metalhead. Hij werd in de animatieserie nooit meer gezien. Wel dook hij nog op in het spel Teenage Mutant Ninja Turtles: Turtles in Time als een eindbaas.

## Mouser
De Mousers zijn robots die in vrijwel alle incarnaties van de TMNT voorkomen. Ze zijn in elke incarnatie en creatie van Dr. Baxter Stockman. Ze zien eruit als kleine mechanische dieren op twee poten, en met een bek die door alle materialen heen kan bijten. Stockman maakte ze oorspronkelijk om het rattenprobleem in de New Yorkse riolen aan te pakken (Mouser betekent “muizenjager”), maar ze werden vrij wel nooit voor dit doel gebruikt.
In de Mirage stripserie gebruikte Baxter de Mousers in werkelijkheid om banken te beroven. Hij deed dit puur voor de lol. Hij werd pas gestopt toen de Turtles alle Mousers vernietigden.
In de originele animatieserie was Stockman wel van plan om zijn Mousers daadwerkelijk in te zetten tegen het rattenprobleem. Helaas liet hij zich misleiden door Shredder om hem de Mousers te geven. Shredder zette de Mousers vervolgens in om Splinter te doden. Dit mislukte door toedoen van de Turtles, die vervolgens bij Stockman langsgingen om even verhaal te halen (Stockman had uiteraard geen idee waar ze het over hadden). Shredder gebruikte de Mousers hierna niet meer.
In de tweede animatieserie gebruikte Stockman eveneens de Mousers in werkelijkheid om banken te beroven. Alleen dit hij dit niet voor de lol (zoals in de strips), maar voor Shredder. Ook ditmaal kwamen de Turtles tussenbeide en vernietigden alle Mousers. Later in de serie doken verbeterde versies van de Mousers op gemaakt door Dr. Chaplin, Stockmans opvolger als hoofdwetenschapper van de Foot.
In de derde animatieserie gebruikt Stockman de Mousers niet om banken te beroven, maar voor het verslaan van de Turtles.
In veel van de klassieke Teenage Mutant Ninja Turtles videospellen zijn Mousers vijanden die de speler moet verslaan onderweg.

## Roadkill Rodney
Deze robotische apparaten, die nog wel het meest lijken op eenwielerrobots, zijn in de originele animatieserie de zoveelste uitvinding van Shredder en Krang. Ze deden alleen mee in de aflevering Enter the Shredder (en de op deze aflevering gebaseerde Archie Comics strip). De robots werden toen gebruikt om in te breken bij de dierentuin en daar een knobbelzwijn en neushoorn te vangen zodat Shredder deze kon gebruiken voor de creatie van Bebop en Rocksteady.
In de arcadespellen en oude videospellen zijn Roadkill Rodneys vijanden die de Turtles tegenkomen. Ze kunnen opduiken van ondergronds en de Turtles vangen met elektrische touwen.

## Turtlebot
In de tweede animatieserie bouwde Baxter Stockman om de Turtles te verslaan. De robot beschikte over dezelfde wapens als de Turtles en kende al hun technieken. Hij kopieerde al hun bewegingen en versloeg hen zo gemakkelijk. De Turtles ontdekten echter al snel hoe ze de robot konden verslaan: ze wisselden onderling van wapens en gebruikten zo technieken die de robot niet kon voorspellen.
De robot kwam ook voor in het videospel gebaseerd op de animatieserie. Hierin kan hij wisselen tussen de wapens van alle vier de Turtles.

## Turtle Terminator
In de originele animatieserie werd deze robot gemaakt door Shredder. De robot kon zich vermommen als Irma en zo in de buurt van de Turtles komen. In een latere aflevering vermomde de robot zich als Splinter.

## Turtle X
In het “Fast Forward” seizoen van de tweede animatieserie bouwde Cody Jones een oude Servatron bot om tot dit gevechtspak zodat hij de Turtles mee kon helpen. Het pak is gewapend met hockeysticks en andere wapens.